# Fenestrelle
Fenestrelle (Fenestrele in piemontese, Finistrelas o Fënetrèlla in occitano) è un comune italiano di 472 abitanti della città metropolitana di Torino in Piemonte.

## Geografia fisica

### Territorio
Posto circa a metà della Val Chisone, nelle Valli occitane, in una conca dominata dal monte Orsiera e dal monte Albergian, il territorio comunale faceva parte della Comunità montana Valli Chisone e Germanasca.

## Storia
Grazie alla sua posizione intermedia tra l'Alta e la Bassa Val Chisone, Fenestrelle è sempre stato un nodo strategico per il controllo politico e militare dell'intera vallata. Durante l'epoca romana Fenestrelle apparteneva alla zona di confine del regno di Cozio, re delle tribù locali alleate dei Romani, ed era denominata Finis Terrae Cotii ("confine della terra di Cozio"), da cui deriva appunto il nome odierno.
Appartenne al Marchesato di Susa, al comitato di Torino e agli abati di Pinerolo nel periodo medievale. Fu ospitale verso comunità valdesi fino alla revoca dell'Editto di Nantes. Si ricorda al riguardo che fino al secolo XVII, la popolazione della borgata di Puy era interamente valdese. Nel corso dei secoli la storia di Fenestrelle fu spesso legata alla dominazione francese. facendo parte del Delfinato per molti secoli. In questo Periodo fu costruito il Forte di Mutin e fu istituito, per ripristinare la religione cattolica, un convento dei Gesuiti di cui rimane traccia di un campanile ottagonale. Con il Trattato di Utrecht (1713) passò, insieme all'intera Val Chisone, definitivamente sotto il dominio dei Savoia.
Nel Settecento fu fortificata da Alessandro Papacino D'Antoni.
Il 1º gennaio 1928 il piccolo comune di Mentoulles fu sciolto dal governo fascista e il suo territorio, compresa la borgata di Chambons, venne aggregato a quello di Fenestrelle. Anche il comune di Usseaux venne annesso a Fenestrelle, ma nel 1948 tornò ad essere comune autonomo.

### Simboli
Lo stemma del comune di Fenestrelle è stato concesso con decreto del presidente della Repubblica del 28 gennaio 2004.
(D.P.R. 28.01.2004 concessione di stemma e gonfalone)
Il gonfalone è un drappo di verde.

## Monumenti e luoghi d'interesse

### La Fortezza di Fenestrelle

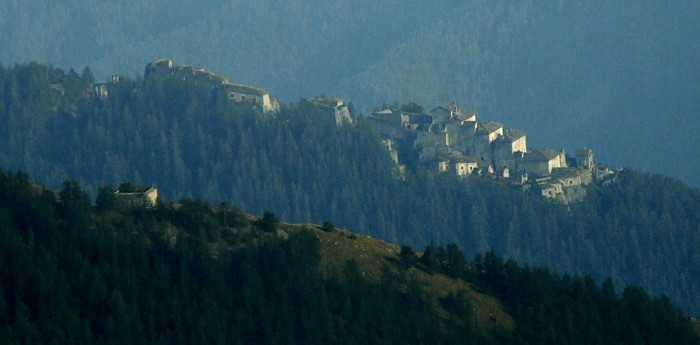
Il Forte delle Valli parte della Fortezza di Fenestrelle

Il complesso è costituito in realtà da una serie di 3 forti e 7 ridotte, ciascuno dei quali realizzato in modo d'esser indipendente in caso di guerra. Le varie parti sono collegate fra loro da: strade, scale esterne e dall'eccezionale scala interna, detta "coperta", che sviluppa 3.996 gradini consecutivi.
Opera pregevole ed unica dal punto di vista dell'architettura militare, dal 1999 è diventata il simbolo della Provincia di Torino
Il forte di Fenestrelle è stato costruito per fermare eventuali eserciti francesi che avessero tentato di invadere il Piemonte attraverso la Val Chisone. Durante il periodo napoleonico, quando l'insieme di edifici passò in mano francese, vennero edificate opere destinate a bloccare un'eventuale avanzata piemontese.
A partire dall'ultimo decennio del Settecento fino al periodo fascista, venne utilizzato non solo come piazzaforte, ma anche come prigione di stato e bagno penale in modo non continuativo. Oppositori politici sia laici che religiosi di tutti i governi in carica, civili accusati di brigantaggio, militari agli arresti o prigionieri di guerra, vi furono reclusi. Dai documenti disponibili, studiati, tra gli altri, anche dallo storico Alessandro Barbero, risultano ufficialmente 5 decessi tra i detenuti e per malattia.
Dopo essere stata completamente abbandonata e depredata per alcuni decenni, dal 1984 sono iniziate opere di restauro ed al suo interno vengono realizzate visite guidate di carattere storico divulgativo. Ogni anno vengono organizzati numerosi e variegati eventi: rappresentazioni teatrali, culturali, mostre fotografiche o artistiche, concerti musicali. La fortezza è da molti anni riconosciuta, a livello ufficiale, come patrimonio culturale italiano.
Nel 2007 il World Monuments Fund ha inserito la fortezza nella lista dei 100 siti storico-archeologici di rilevanza mondiale più a rischio, essa fa parte dei quattro siti italiani inclusi.

### Chiesa Parrocchiale di San Luigi IX

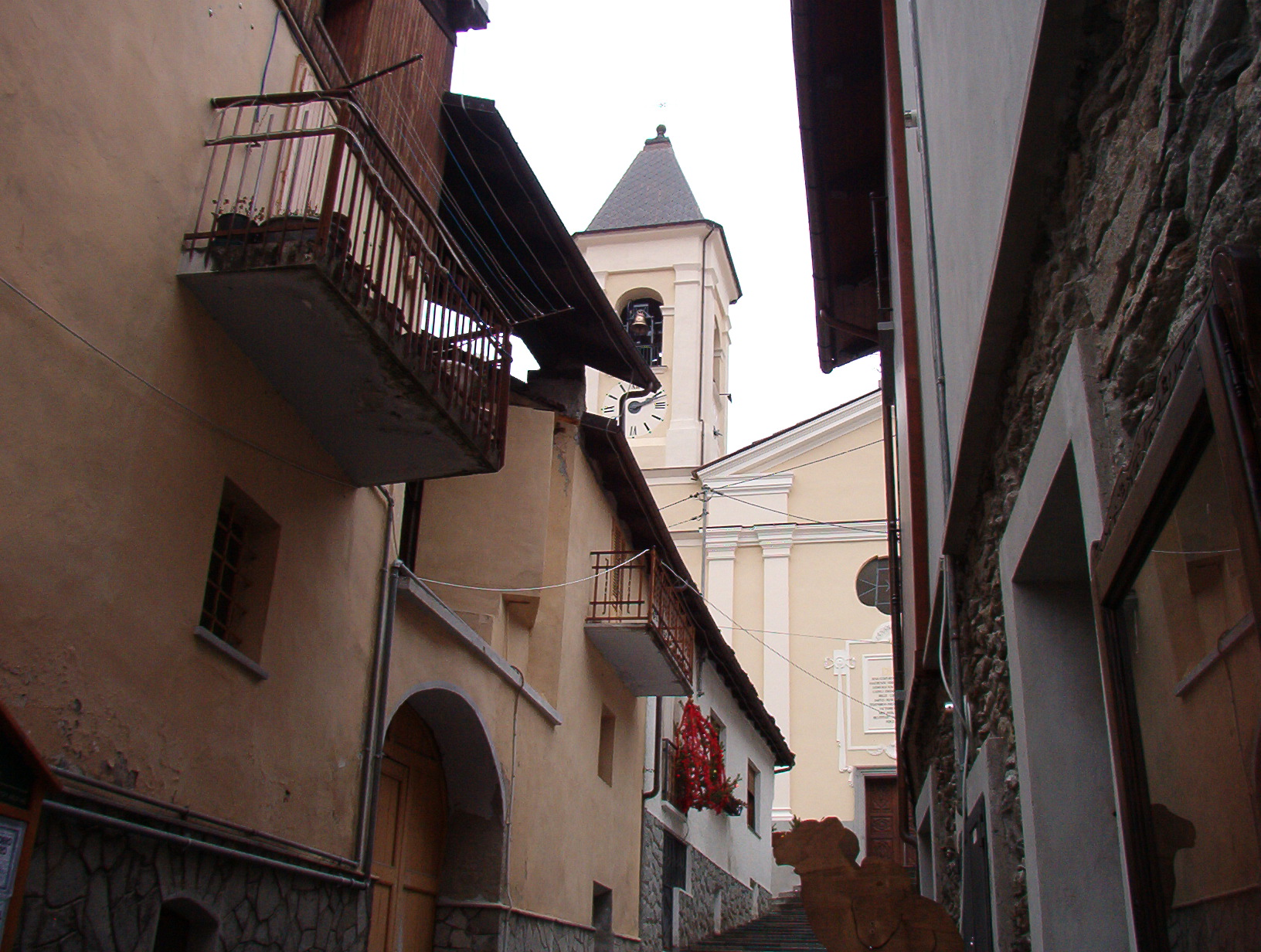
La chiesa parrocchiale fa capolino tra le strette vie del paese.

Di particolare pregio è la Chiesa Parrocchiale. La chiesa venne costruita per volontà del re Luigi XIV di Francia; fu inaugurata il 25 agosto 1689 e dedicata a san Luigi IX. Il 25 agosto da allora è la festa patronale di Fenestrelle.

### Pracatinat
La località di Pracatinat si trova sopra l'abitato di Fenestrelle e sopra il Forte. È sede dei sanatori intitolati a Edoardo Agnelli e alla sorella Tina Nasi; quest'ultimo attualmente è un albergo mentre l'altro padiglione è in disuso.

### Selva di Chambons
Situata a monte della borgata di Chambons, in destra idrografica del torrente Chisone, è un bosco antichissimo di larici secolari che risale circa al 1300. Impiantata allo scopo di proteggere le case di Chambons dal forte pericolo delle valanghe proveniente dai ripidi monti circostanti, la selva di Chambons venne citata e celebrata anche dallo scrittore Edmondo De Amicis nel suo libro Alle porte d'Italia.
Con l'avvento del XX secolo sono iniziate a più riprese, e fino a tempi recenti, diverse opere di taglio. Anche l'antica mulattiera, a partire dai primi anni 2000, è stata in più tratti cancellata per la costruzione di una strada forestale. Quello che vediamo oggi, sia della selva che della mulattiera, è solo ciò che ne rimane.

### Pequerel e il para valanghe
La borgata di Pequerel sorge sulle pendici del monte Pelvo a circa 1.700 m di quota.
Per proteggersi dal rischio delle valanghe nel 1716 gli abitanti eressero un possente paravalanghe in muratura a forma di cuneo con la punta rivolta verso monte, che ancora oggi si erge a protezione del villaggio.

### Il Priorato di San Giusto in Mentoulles
Risale probabilmente al 1078 la fondazione del Priorato di Mentoulles da parte della contessa Adelaide di Savoia, al tempo di papa Gregorio VII. Il Priore rappresentava nel Medioevo la più alta dignità claustrale, egli svolgeva funzioni non solo religiose, ma aveva anche compiti amministrativi. Durante la guerre di religione i Priori restarono però lontani da Mentoulles e nelle carte dell´Archivio del Priorato, troviamo la documentazione dell´adesione della popolazione valchisonese alla riforma e dell´intensa vita delle Chiese Riformate, che colmarono il vuoto lasciato dalle istituzioni della Chiesa cattolica. La attuale chiesa fu costruita su progetto dell'ing. Cambiano a partire dal 1892 e tre anni più tardi venne consacrata. La facciata è in stile romanico-lombardo, molto sobria e non fornisce accesso all'interno, nel quale si ritrovano numerosi arredi sacri risalenti ad epoche precedenti e di in special modo a quella barocca.

## Società

### Evoluzione demografica
Abitanti censiti

## Amministrazione
Di seguito è presentata una tabella relativa alle amministrazioni che si sono succedute in questo comune.
| Periodo        | Periodo        | Primo cittadino   | Partito      | Carica      | Note   |
| -------------- | -------------- | ----------------- | ------------ | ----------- | ------ |
| 23 marzo 1989  | 20 giugno 1989 | Gogliardo Miniati |              | Comm. pref. | [ 12 ] |
| 26 giugno 1989 | 13 giugno 1994 | Giulio Guigas     | lista civica | Sindaco     | [ 12 ] |
| 13 giugno 1994 | 25 maggio 1998 | Oscar Raviol      | -            | Sindaco     | [ 12 ] |
| 25 maggio 1998 | 28 maggio 2002 | Oscar Raviol      | -            | Sindaco     | [ 12 ] |
| 28 maggio 2002 | 29 maggio 2007 | Livio Giraudo     | lista civica | Sindaco     | [ 12 ] |
| 29 maggio 2007 | 7 maggio 2012  | Michele Chiappero | lista civica | Sindaco     | [ 12 ] |
| 7 maggio 2012  | 12 giugno 2017 | Ilario Manfredini | lista civica | Sindaco     | [ 12 ] |
| 12 giugno 2017 | 13 giugno 2022 | Michel Bouquet    | lista civica | Sindaco     | [ 12 ] |
| 13 giugno 2022 | in carica      | Michel Bouquet    | lista civica | Sindaco     | [ 12 ] |